# Ljustjärnen (Grangärde socken, Dalarna, 669248-145115)
Ljustjärnen är en sjö i Ludvika kommun i Dalarna och ingår i Norrströms huvudavrinningsområde.